# Alnaryd
Alnaryd is een plaats in de gemeente Karlskrona in het landschap Blekinge en de provincie Blekinge län in Zweden. De plaats heeft 61 inwoners (2005) en een oppervlakte van 16 hectare.